# جرمی لمپر
جرمی لمپر (انگلیسی: Jérémy Lempereur؛ زادهٔ ۲۹ نوامبر ۱۹۸۷) بازیکن فوتبال اهل فرانسه است.